# Proctophanes sculptus
Proctophanes sculptus is een keversoort uit de familie bladsprietkevers (Scarabaeidae). De wetenschappelijke naam van de soort is voor het eerst geldig gepubliceerd in 1846 door Hope.